# Wiktor Czarkowski-Golejewski
Wiktor Czarkowski-Golejewski herbu Habdank (ur. 24 sierpnia 1888 w Wysuczce, zm. 1940 w ZSRR) – polski ziemianin, rotmistrz rezerwy kawalerii Wojska Polskiego, ofiara zbrodni katyńskiej.

## Życiorys
Wiktor Czarkowski-Golejewski urodził się 24 sierpnia 1888 jako syn Tadeusza Czarkowskiego-Golejewskiego herbu Habdank (1859–1945, urzędnik, I ordynat na Wysuczce) i Marii z domu Zaleskiej herbu Dołęga (1862-1893, córka Filipa Zaleskiego). Imię otrzymał po swojej matce i po Wiktorze Osławskim, przyjacielu przybranej matki swojego ojca Tadeusza (Marii Felicji Czarkowskiej). 18 lipca 1889 został ochrzczony ceremonialnie w Salzburgu, a do chrztu trzymali go ww. Czarkowska i W. Osławski. Był bratem Cyryla (1885–1940) i bratem przyrodnim Kajetana (1897–1977). Po przyjęciu przez jego ojca do nazwiska rodowego drugiego nazwiska Golejewski także on nosił dwa nazwiska. W dzieciństwie, z uwagi na stan zdrowia matki zamieszkiwał z nią i z bratem Cyrylem we włoskim Meran, od maja 1891 przeprowadzili się do objętego i odremontowanego przez ojca zamku w Wysuczce, od listopada 1891 przebywali w tyrolskim Mühlbach, a od 1892 w Zakopanem. W tym czasie jego ojciec był starostą we Lwowie, a następnie – aby być bliżej synów i chorej żony – od grudnia 1892 był starostą w Nowym Targu. Wkrótce potem jego matka zmarła 9 stycznia 1893 w Zakopanem. Po odejściu ojca z posady starosty nowotarskiego powrócił z nim i z bratem do Wysuczki. Od zmarłego w 1893 Wiktora Osławskiego otrzymał w testamencie kwotę 145 tys. złr. (jako krzyżmo).
W C.K. Armii został mianowany kadetem kawalerii w rezerwie z dniem 1 stycznia 1912. Od tego czasu był rezerwistą 1 Galicyjskiego pułku ułanów we Lwowie. Podczas I wojny światowej został awansowany na stopień podporucznika w rezerwie kawalerii z dniem 1 listopada 1914, następnie na stopień porucznika z dniem 1 maja 1916. Do 1918 pozostawał oficerem rezerwowym 1 pułku ułanów.
Po odzyskaniu przez Polskę niepodległości został przyjęty do Wojska Polskiego. Został awansowany na stopień rotmistrza rezerwy kawalerii ze starszeństwem z 1 czerwca 1919. W 1923, 1924 był oficerem rezerwowym 8 Pułku Ułanów w garnizonie Kraków (podobnie jak jego przyrodni brat por. Kajetan Czarkowski-Golejewski). W 1934, oficer pospolitego ruszenia kawalerii był przydzielony do Oficerskiej Kadry Okręgowej nr VI jako oficer przewidziany do użycia w czasie wojny i pozostawał wówczas w ewidencji Powiatowej Komendy Uzupełnień Tarnopol.
Majątkiem rodzinnym była Wysuczka z zamkiem. Ponadto do rodziny Czarkowskich-Golejewskich należał majątek z pałacem w Zagrobeli na zachodnich przedmieściach Tarnopola, który Wiktor Czarkowski-Golejewski po zakończeniu I wojny światowej przekazał na rzecz szkoły rolniczej. Był on ziemianinem, posiadał majątek w Janówce (województwo tarnopolskie), gdzie prowadził uprawę ziemi. Orzeczeniem Wojewody Tarnopolskiego z 7 września 1928 lasy majętności Janówka pod nazwą Janówka i Góry Zagrobelskie (położone w gminie katastralnej Zagrobela z Janówką w powiecie tarnopolskim) o łącznej powierzchni 329,3304 ha, stanowiące własność Wiktora Czarkowskiego-Golejewskiego, zostały uznane za lasy ochronne. W drugiej połowie lat 30. był członkiem zarządu oddziału Związku Oficerów Rezerwy RP. W marcu 1936 został wybrany przez Tarnopolską Radę Wojewódzką na członka Wydziału Wojewódzkiego w Tarnopolu. Był prezesem Tarnopolskiego Koła Doświadczalnego z siedzibą w Zagrobeli, działającego w ramach Małopolskiego Towarzystwa Rolniczego we Lwowie.
Po wybuchu II wojny światowej i agresji ZSRR na Polskę w dniu 17 września 1939 został aresztowany przez funkcjonariuszy NKWD w swoim majątku w Janówce Zagrobelnej. Był przetrzymywany w obozie w Kozielsku. W 1940 został zamordowany w ramach zbrodni katyńskiej. Jego nazwisko znalazło się na tzw. Ukraińskiej Liście Katyńskiej opublikowanej w 1994 (został wymieniony na liście wywózkowej 41/2-20 oznaczony numerem 3187). Jego brat Cyryl także został ofiarą zbrodni katyńskiej na terenach ukraińskich. Ofiary tej części zbrodni katyńskiej zostały pochowane na otwartym w 2012 Polskim Cmentarzu Wojennym w Kijowie-Bykowni.

## Ordery i odznaczenia
- Krzyż Oficerski Orderu Odrodzenia Polski (3 maja 1928, „za zasługi około rozwoju rolnictwa”)[37][38]

austro-węgierskie
- Srebrny Medal Zasługi Wojskowej na wstążce Krzyża Zasługi Wojskowej z mieczami (przed 1918)[17]
- Brązowy Medal Zasługi Wojskowej na wstążce Krzyża Zasługi Wojskowej (przed 1916)[18]
- Krzyż Wojskowy Karola (przed 1918)[17]